# Euproserpinus wiesti
Euproserpinus wiesti är en fjärilsart som beskrevs av Sperry 1939. Euproserpinus wiesti ingår i släktet Euproserpinus och familjen svärmare. IUCN kategoriserar arten globalt som akut hotad. Inga underarter finns listade i Catalogue of Life.